# Tiziana Cantone
Tiziana Annunziata Cantone, nome que mudou legalmente para "Giglio Tiziana" (Nápoles, 15 de julho de 1983 – 13 de setembro de 2016) foi uma italiana que se suicidou após vários vídeos íntimos que ela enviou para o ex-namorado e outras pessoas pelo WhatsApp foram compartilhados e publicados em páginas de conteúdo adulto, onde um dos vídeos se tornou viral devido à reação da Tiziana pelas únicas frases que dizia durante a filmagem: "Você está fazendo um vídeo? Bravo!". Depois de ganhar o processo judicial pela luta do direito de ser esquecida e depois ser condenada a pagar vinte mil euros em custos legais, ela cometeu suicídio em setembro de 2016.